# Dietmar Besser
Dietmar Besser (* 27. Dezember 1930 in Dresden; † 25. Juni 2016 ebenda) war ein deutscher Ingenieur und Hochschullehrer.

## Leben
Nach dem Abitur im Jahr 1949 absolvierte Dietmar Besser in Dresden eine Ausbildung zum Maschinenschlosser. Von 1950 bis 1955 studierte er an der Technischen Hochschule Dresden Maschinenbau, Fachrichtung Fördertechnik. Nach dem Erwerb des Diploms arbeitete er zunächst als wissenschaftlicher Assistent am Institut für Fördertechnik der TH Dresden. Von 1961 bis 1973 war er in den Leuna-Werken in leitender Funktion tätig. Im Jahr 1962 wurde er an der TH Dresden zum Dr.-Ing. promoviert. 1971 erwarb er in Dresden die Lehrbefähigung für das Fachgebiet Maschinentragwerke.
1973 wurde Dietmar Besser von der Bergakademie Freiberg zum Hochschuldozenten für Maschinentragwerke (Instandhaltung) berufen, 1986 absolvierte er die Promotion B. Im Jahr 1992 berief ihn die Bergakademie zum Professor für Maschinenbau 3 (Anlagentechnik). 1996 trat er in den Ruhestand. Dietmar Besser starb 2016 in Dresden.

## Veröffentlichungen (Auswahl)
- Beitrag zur Dauerfestigkeit punktgeschweißter Biegeträger (Dissertation, TH Dresden, 1962)
- Probleme des 3-Körper-Abrasivverschleisses, dargestellt am Beispiel der Eimerketten von Tagebaugeräten (Dissertation B, Bergakademie Freiberg, 1986)